# 鄭偉源
鄭偉源，SBS，JP（1964年10月20日—），香港公務員，現任香港特別行政區政府駐北京辦事處主任，職級為首長級甲級政務官。

## 履歷
鄭偉源早年就讀模範英文中學，於1987年從香港中文大學聯合書院畢業，主修為政治與行政學，並在1989年7月加入香港政府擔任政務主任。他曾多次獲派駐外，包括在2001年至2004年時曾出任香港駐新加坡經濟貿易辦事處處長、在2009年至2011年任職香港駐粵經濟貿易辦事處主任和在2015年8月至2018年7月獲委任為派駐台灣的香港經濟貿易文化辦事處主任。
在2018年7月，鄭偉源出任教育局副秘書長。其後，他在2019年8月29日獲委任為政府新聞處處長，並在2021年4月晉升為首長級甲級政務官，惟他因健康問題於同年12月4日離任休養。 休養期過後，鄭於2021年12月22日獲委任為「一帶一路」專員，帶領於商務及經濟發展局設立的「一帶一路」辦公室。
2022年12月8日，鄭偉源出任港府駐京辦主任。他在2025年7月1日於香港2025年度授勳及嘉獎名單中獲授予銀紫荊星章。

## 進修
鄭偉源亦獲香港科技大學工商管理碩士學位，並曾於英國牛津大學、北京清華大學及美國哈佛大學進修。

## 榮譽

### 殊勳
- 官守太平紳士（J.P.）（2011年7月1日－）[9]
- 銀紫荊星章（S.B.S.）（香港2025年度授勳及嘉獎名單；2025年7月1日－）[7]